# Йоонас, Юхан Янович
Юхан Яанович Йоонас (эст. Juhan Jaani Joonas; (12(24).05.1888 — 10.06.1986) — председатель колхоза «Хелленурме» Валгаского района Эстонской ССР, Герой Социалистического Труда (1958).
Член КПСС с 1956 г.
В 1944—1946 сельскохозяйственный рабочий в Эльваском районе.
С 1948 года председатель колхоза «Хелленурме» (до 1956 — имени Сталина) Валгаского района.
Под его руководством колхоз получал высокие урожаи зерна и картофеля, надои молока, привесы КРС и свиней.
С 1970 г. на пенсии.
Герой Социалистического Труда (1958). Награждён орденом «Знак Почёта», двумя медалями, а также медалями ВСХВ и ВДНХ, в том числе Большой золотой.